# العلاقات اليمنية البيلاروسية
العلاقات اليمنية البيلاروسية هي العلاقات الثنائية التي تجمع بين اليمن وروسيا البيضاء.

## مقارنة بين البلدين
هذه مقارنة عامة ومرجعية للدولتين:
| وجه المقارنة                                              | اليمن                   | روسيا البيضاء                    |
| --------------------------------------------------------- | ----------------------- | -------------------------------- |
| المساحة (كم2)                                             | 555.00 ألف              | 207.60 ألف                       |
| عدد السكان (نسمة)                                         | 28.25 مليون             | 9.50 مليون                       |
| الكثافة السكانية (ن./كم²)                                 | 50.9                    | 45.76                            |
| العاصمة                                                   | صنعاء عدن (عاصمة مؤقتة) | مينسك                            |
| اللغة الرسمية                                             | اللغة العربية           | اللغة البيلاروسية، اللغة الروسية |
| العملة                                                    | ريال يمني               | روبل بلاروسي                     |
| الناتج المحلي الإجمالي (بليون دولار)                      | 18.21 مليار             | 54.44 مليار                      |
| الناتج المحلي الإجمالي (تعادل القوة الشرائية) بليون دولار | 75.69 مليار             | 168.35 مليار                     |
| الناتج المحلي الإجمالي الاسمي للفرد دولار أمريكي          | 1.41 ألف                | 5.74 ألف                         |
| الناتج المحلي الإجمالي للفرد دولار أمريكي                 |                         | 18.18 ألف                        |
| مؤشر التنمية البشرية                                      | 0.498                   | 0.798                            |
| رمز المكالمات الدولي                                      | +967                    | +375                             |
| رمز الإنترنت                                              | .ye                     | .by، .бел                        |
| المنطقة الزمنية                                           | ت ع م+03:00             | ت ع م+03:00                      |

## منظمات دولية مشتركة
يشترك البلدان في عضوية مجموعة من المنظمات الدولية، منها:
| علم المنظمة | اسم المنظمة                               | تاريخ انضمام اليمن | تاريخ انضمام روسيا البيضاء |
| ----------- | ----------------------------------------- | ------------------ | -------------------------- |
|             | الاتحاد البريدي العالمي                   | ?                  | ?                          |
|             | منظمة حظر الأسلحة الكيميائية              | ?                  | ?                          |
|             | الأمم المتحدة                             | 30 سبتمبر 1947     | 24 أكتوبر 1945             |
|             | وكالة ضمان الاستثمار متعدد الأطراف        | 12 مارس 1996       | 3 ديسمبر 1992              |
|             | منظمة الشرطة الجنائية الدولية             | ?                  | ?                          |
|             | مؤسسة التمويل الدولية                     | 22 مايو 1970       | 2 نوفمبر 1992              |
|             | الاتحاد الدولي للاتصالات                  | 1931               | 7 مايو 1947                |
|             | البنك الدولي للإنشاء والتعمير             | 3 أكتوبر 1969      | 10 يوليو 1992              |
|             | المركز الدولي لتسوية المنازعات الاستشارية | 20 نوفمبر 2004     | 9 أغسطس 1992               |
|             | يونسكو                                    | 2 أبريل 1962       | 12 مايو 1954               |

## وصلات خارجية
- موقع وزارة الخارجية البيلاروسية